# Бата, Иштван
И́штван Ба́та (венг. Bata István; 5 марта 1910 Тура, Австро-Венгрия — 17 августа 1982, Будапешт, Венгрия) — венгерский политический деятель, министр обороны Венгрии (1953—1956).

## Биография
В 1930 году вступил в Социал-демократическую партию Венгрии.
В 1942 году был осуждён и помещён под надзор полиции.
В декабре 1944 года был ранен осколком бомбы.
С 1945 года — член Центрального управления профсоюза государственных служащих.

### Военная карьера
В 1947—1949 годах обучался в Военной академии имени М. В. Фрунзе.
В 1950 году назначен командующим ПВО, затем начальником генерального штаба Вооружённых сил Венгрии.
С 4 июля 1953 года по 24 октября 1956 года — министр обороны Венгрии. В этом качестве в 1955 году возглавлял венгерскую делегацию, подписавшую Варшавский договор.
Во время восстания 1956 года был одним из разработчиков советской операции «Вихрь». 24 октября разделил Будапешт на три военных округа и приказал подавить восстание. Однако 26 октября стало очевидно, что венгерская армия расколота. 26 октября был освобождён от всех обязанностей, спустя три дня, 29 октября, бежал в СССР. 16 ноября был исключён из партии как сталинист.